# (3334) Somov
(3334) Somov es un asteroide perteneciente al cinturón de asteroides, descubierto el 20 de diciembre de 1981 por Antonín Mrkos desde el Observatorio Kleť, České Budějovice, República Checa.

## Designación y nombre
Designado provisionalmente como 1981 YR. Fue nombrado Somov en honor al oceanógrafo y explorador ruso soviético Mijaíl Sómov.